# Boissy-l'Aillerie
Boissy-l'Aillerie là một xã ở tỉnh Val-d’Oise, thuộc vùng Île-de-France ở miền bắc nước Pháp.